# ふくしま国際音楽祭
野口英世記念福島国際音楽祭（のぐちひでよきねんふくしまこくさいおんがくさい）は、福島県で開催される国際音楽祭。

## 解説
2001年6月に発足。
モスクワ交響楽団、ゲバントハウスバッハオーストラ、ベルリン八重奏団のほか、日本人アーティストとしては戸田弥生と仲道郁代が参加。
地方のメージャーな音楽祭として、2005年まで毎年開催された。